# Колцу (Арђеш)
Колцу (рум. Colțu) насеље је у Румунији у округу Арђеш у општини Унгени. Oпштина се налази на надморској висини од 188 m.

## Становништво
Према подацима из 2002. године у насељу је живело 451 становника, од којих су сви румунске националности.